# Terceravia
Tercera Vía es un partido político andorrano fundado en 2018 tras la fusión de Unió Laurediana con diversas candidaturas de independientes.

## Historia
El partido se crea en 2018 con la fusión de Unió Laurediana con diversas personas independientes de derechas y de Liberales de Andorra. El partido, presentó un programa de cien medidas, al estilo de partidos como Vox en España. El partido fue encabezado de cara a las elecciones de 2019 por el expresidente Albert Pintat y el exsíndico Joan Gabriel Estany que presentaron las listas al Gobierno.

## Resultados electorales
Se presentó a las parlamentarias de 2019, donde consiguió cuatro diputados y el 10,42% de los votos. Consiguió dos escaños en la circunscripción nacional y dos en la de San Julián de Loria. En las elecciones comunales celebradas en diciembre de 2019, se presentó en cuatro de las siete parroquias, obteniendo únicamente escaños en una, la de San Julián de Loria, en las que consiguió nueve de los trece escaños.
| Comicios               | Votos | %     | Escaños |
| ---------------------- | ----- | ----- | ------- |
| Parlamentarias de 2019 | 1853  | 10,42 | 4/28    |
| Comunales de 2019      | 1906  | 15,43 | 9/80    |